# Bratislava hlavná stanica

Bratislava hlavná stanica, kurz: Bratislava hl. st. (deutsch wörtlich: Pressburg Hauptbahnhof) ist der zentrale Personenbahnhof der slowakischen Hauptstadt Bratislava.

## Geschichte
Das erste Aufnahmsgebäude entstand im Zuge der Errichtung der Strecke der Ungarischen Central-Eisenbahn (UCB) von Wien nach Pressburg, die am 20. August 1848 eröffnet wurde. Kurz danach, am 16. Dezember 1850 wurde auch die Fortsetzung nach Budapest über Parkan als Teil der k.k. Südöstlichen Staatsbahn eröffnet. Gleichzeitig wurde noch ein zweites, etwas größeres Gebäude errichtet. Am 2. Februar 1883 kam die heutige Bahnstrecke Bratislava–Žilina in Richtung Ratzersdorf (heute Rača) hinzu.
Mit der Gründung der Tschechoslowakei erhielt der Bahnhof zunächst den slowakischen Bahnhofsnamen Bratislava, ab Ende der 1920er Jahre dann Bratislava hlavné nádražie (kurz: Bratislava hl.n.).
1962 wurde die Neubaustrecke zum Bahnhof Bratislava-Nové Mesto als Teil der Ostumfahrung eröffnet.
Seit Ende der 1960er Jahre gilt der bis heute verwendete Bahnhofsname Bratislava hlavná stanica, davor war Bratislava hlavné nádražie üblich.
Die jahrelange Vernachlässigung der Bahnhofshallen und die völlige Unterdimensionierung der bestehenden Anlagen ließen in den 1980er Jahren den Plan für die Erweiterung der Bahnhofsgebäude entstehen. 1988 wurde ein drittes Gebäude eröffnet (im Volksmund Skleník, zu deutsch „Glashaus“). 
Seit 2006 werden der Bahnhof und die Gleisanlagen umgebaut und saniert. Demnächst soll im Rahmen eines groß angelegten Umbaus das „Glashaus“ wieder abgerissen werden und an seiner Stelle sowie in seiner Umgebung ein moderner Komplex mit Bahnhofs- und Einkaufsfunktion errichtet werden, wobei die Straßenbahnlinien unterirdisch verlegt werden.

## Lage

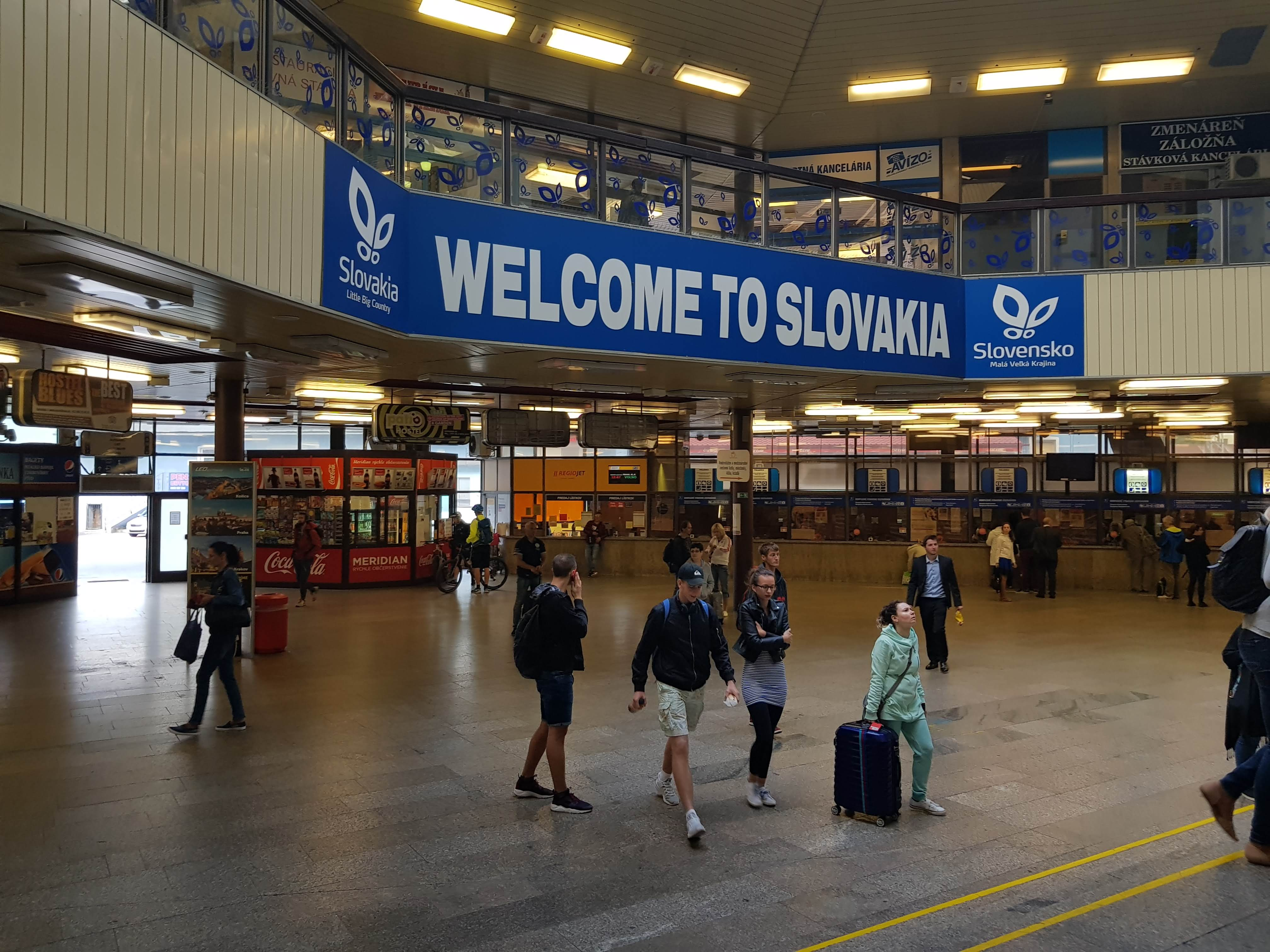
Empfangshalle

Der Bahnhof befindet sich etwa 1,3 Kilometer Luftlinie nördlich der Altstadt (Staré Mesto). Am Bahnhofsvorplatz bestehen Umsteigemöglichkeiten zu den Omnibussen sowie zum Oberleitungsbus Bratislava, die beide von den Verkehrsbetrieben der Stadt Bratislava betrieben werden, und zu den Taxis. Zu Fuß gelangt man in etwa 15 Minuten in die Altstadt.
Anschluss gibt es auch auf die Straßenbahn Bratislava der Linien 1 und 7.

## Bedeutung
Der Bratislava hlavná stanica ist ein Durchgangsbahnhof und mit seinen sechs Durchgangsgleisen für einen Hauptstadtbahnhof und seine Umgebung recht bedeutenden Bahnhof relativ klein angelegt. Wegen seiner beengten Lage am Fuße eines Berges lässt er sich kaum erweitern.
Von Westen und Nordwesten her muss der Tunnel Lamač durchfahren werden, um in den Bahnhof einzufahren. Um den südlich der Donau gelegenen Bahnhof Bratislava-Petržalka zu erreichen, muss das gesamte Stadtgebiet zeitraubend östlich umfahren werden.
Hier treffen mehrere wichtige nationale und internationale Eisenbahnstrecken zusammen, darunter europäische Magistralen wie die Strecken:
- Berlin – Prag – Brno – Bratislava – Budapest (– Bukarest): Paneuropäischer Verkehrskorridor Nr. VI,
- Prag – Bratislava – Budapest – Belgrad
- Wien – Bratislava – Žilina – Katowice (Polen) (Korridor Nr. VI) bzw. Žilina – Košice – Uschhorod (Ukraine) (Korridor Nr. Va)

## Betrieb
Der Bahnhof gehört zur Bahninfrastruktur der ŽSR. Der Personenverkehr wird weitgehend von ZSSK betrieben.
- 100 	Bratislava–Devínska Nová Ves–Marchegg (ÖBB)
  - 110 	Bratislava–Kúty–Břeclav (ČD)
- 132 	Bratislava–Rusovce–Rajka (MÁV)
  - 101 	Petržalka–Kittsee (ÖBB)
- 120 	Bratislava–Žilina
- 130 	Bratislava–Štúrovo–Szob (MÁV)